# هاني البدري
هاني البدري اعلامي أردني ومذيع أخباري ومحاور تلفزيوني، من مواليد 1970م. 
حاصل على شهادة البكالوريوس في الاعلام من جامعة اليرموك ودرجة الدبلوم في الشؤون الدولية من جامعة جورج واشنطن الأمريكية كما حصل على درجة الماجستير من جامعة الشرق الأوسط في الاعلام الجماهيري عن اطروحته «خطابات الرئيس الأمريكي أوباما للأمة العربية والإسلامية في الإعلام العربي». حصل على درجة الدكتوراة مع مرتبة الشرف الأولى عن أطروحته «المعالجة التلفزيونية الأردنية للحراك السياسي العربي» وذلك من معهد البحوث والدراسات العربية التابع لجامعة الدول العربية في القاهرة. 
عمل دبلوماسيا (مستشارا اعلاميا) في السفارة الأردنية بواشنطن قبل أن يلتحق بالعمل في الديوان الملكي ثم في التلفزيون الأردني حيث عمل في دائرة الأخبار رئيسا للتحرير ومذيعا قبل أن يصبح في عام 2000 مديرا لدائرة الأخبار ومن ثم مديرا للقناة الأولى في التلفزيون وخلال فترات متعاقبة كان مديرا إقليميا ومنتجا تنفيذيا لشبكة سي ان ان الأخبارية الأمريكية في الأردن. من أشهر برامجه التلفزيونية «ستون دقيقة» البرنامج الحواري ذائع الصيت الذي التقى من خلاله وحاور فيه عدد كبير من زعماء وقادة ومسؤولي الدول إضافة لاجراء تغطيات خاصة من عواصم العالم المختلفة. إضافة إلى عمله في العديد من البرامج الحوارية والتلفزيونية الأخرى يعمل مديرا إقليميا لتلفزيون دولة الكويت ومستشارا اعلاميا للعديد من المؤسسات العربية من خلال مكتبه الإقليمي في القاهرة ومقريه في عمان والكويت. هو المدير التنفيذي لمجموعة IMS المجموعة الدولية للخدمات الاعلامية المنتشرة نشاطاتها الاعلامية في العديد من العواصم الخليجية والعربية وله عدد من البحوث والدراسات المنشورة ومن أهمها كتاب «الصورة الاعلامية النمطية في الاعلام الأمريكي». 
حائز على عدد من الجوائز العربية والعالمية في الإنتاج الوثائقي والتسجيلي التلفزيوني كان اخرها الجائزة الذهبية لمهرجان التلفزيون العربي في تونس عن برنامج «الزهور عندما تغضب» حول الانتفاضة الفلسطينية في مواجهة الاحتلال والفيلم الوثائقي «سور القدس العظيم» الفائز بالجائزة الذهبية لمهرجان التلفزيون العربي في تونس عام 2009. يرأس البدري مؤسسة الاعلام العربي للتدريب الاعلامي ومهارات الاتصال وهو حاصل على مجموعة من شهادات التدريب الدولية في مجال تدريب مهارات العمل الصحفي والتقديم التلفزيون والكتباة الابداعية للصورة إضافة إلى مجال مهارات الاتصال حيث يقوم بتدريب مجموعات من الاعلاميين والسياسيين والموظفين التنفيذيين في مجال مواجهة الجمهور والتحدث العام والأداء الاتصالي الرفيع ودراسات التأثير والكاريزما في كل من الأردن والكويت والإمارات العربية والمملكة العربية السعودية والبحرين ولبنان. 
هاني البدري يظهر الآن عبر العديد من الاطلالات التلفزيونية والبرامج الحوارية كما انه يطل لقرائه العرب عبر مقاله الاسبوعي الذي بدأ تحت عنوان «خارج منطقة التغطية» الذي ينشر في صحيفة الغد الأردنية وموقعها الإلكتروني صباح كل اثنين ثم تواصل عبر الكتباة السياسية في صحيفة الغد في أسبوعه الأسبوعي.